# 치모테우

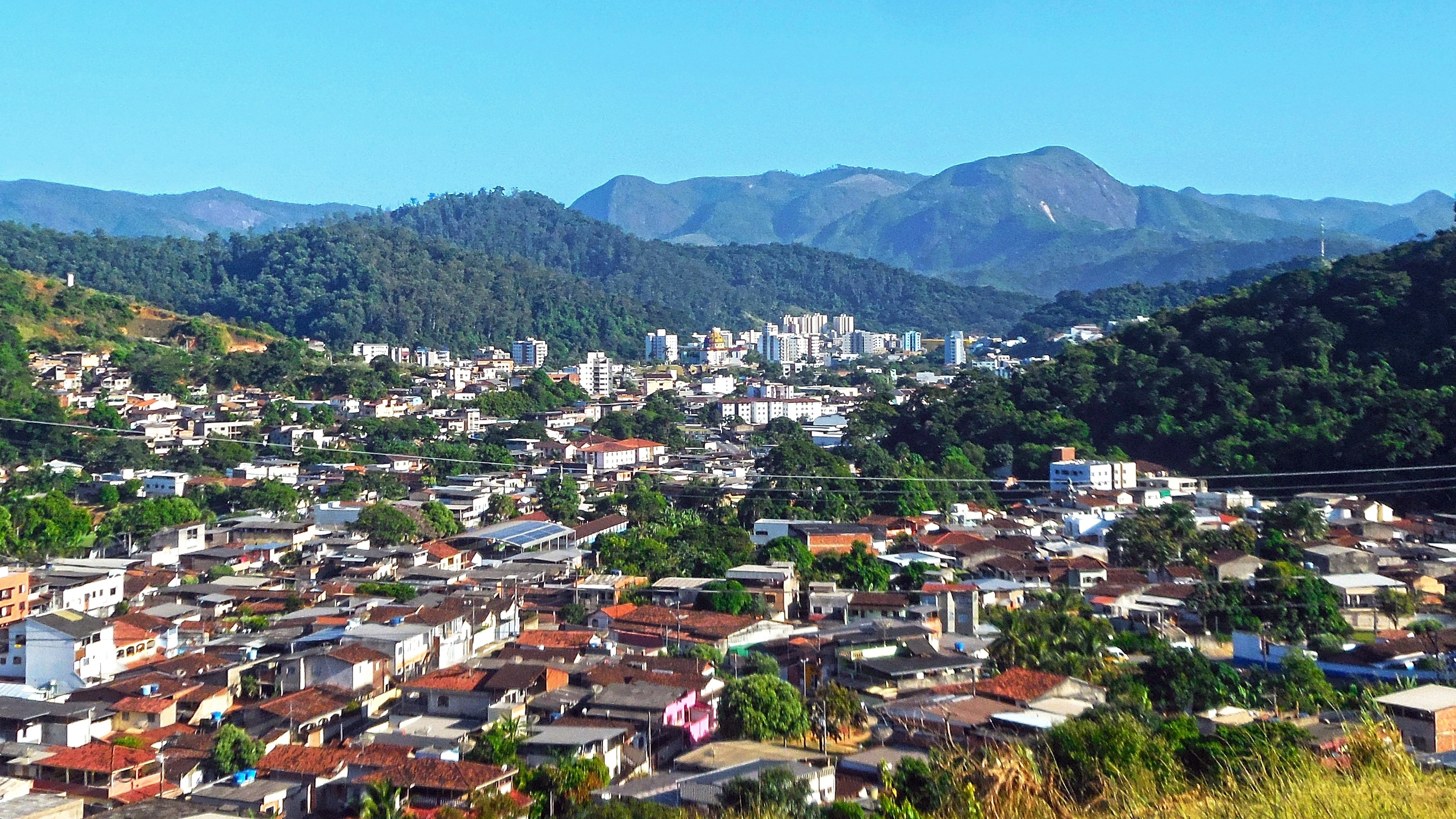
치모테우

치모테우의 위치

치모테우(포르투갈어: Timóteo)는 브라질 미나스제라이스주의 도시로 면적은 145.159km2, 인구는 81,118명(2009년 기준), 인구 밀도는 524.2명/km2이다.